# 최강의 검
《최강의 검》은 미국에서 2015년부터 방송되고 있는 대장장이(블랙스미스) 서바이벌 프로그램이다. 우승자는 '마스터'라는 칭호와 함께 1만 달러의 상금을 받게 된다.

## 같이 보기
- 무술 무기 목록
- 무기